# Rádio e Televisão de Portugal

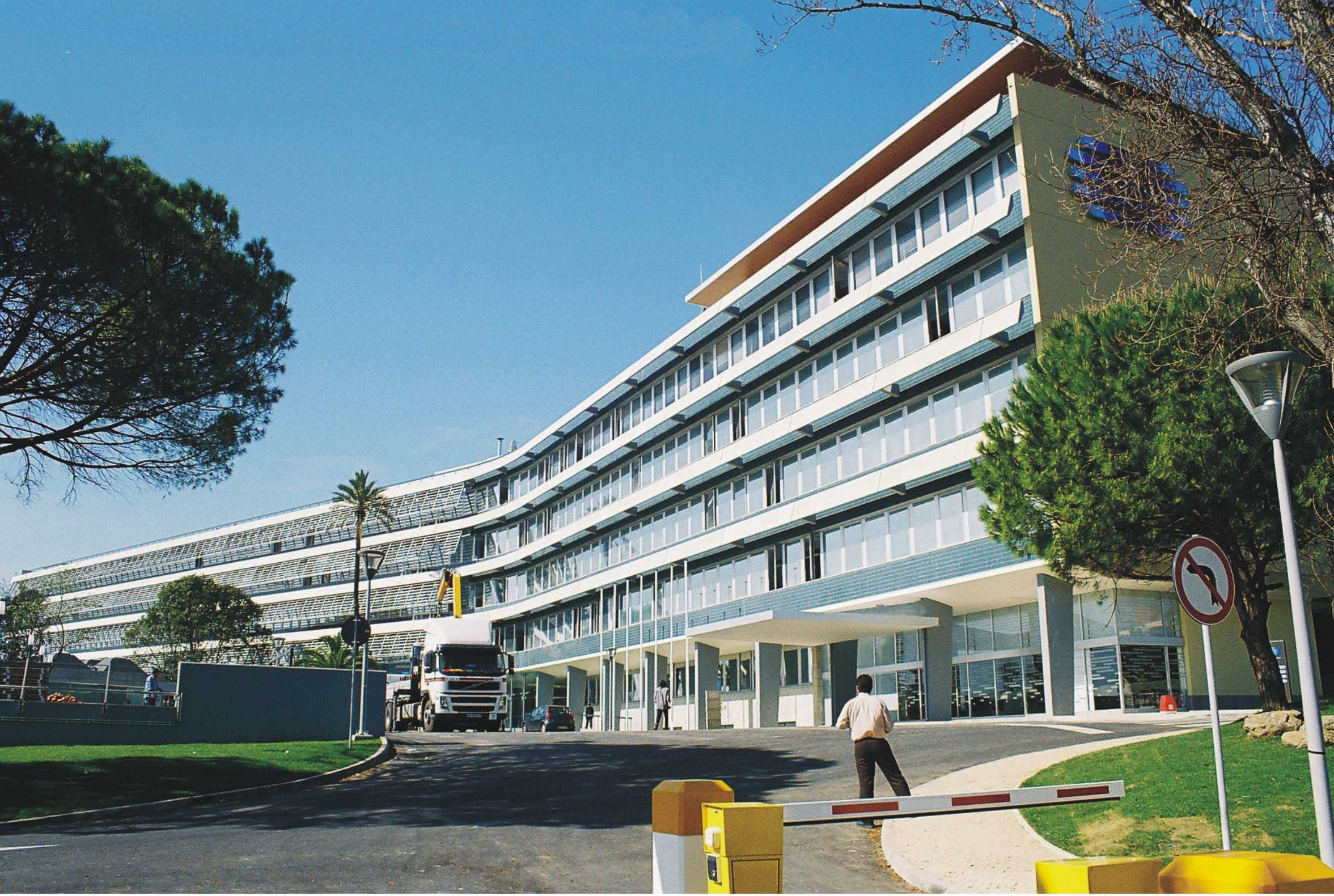
Штаб-квартира RTP в Cabo Ruivo, Лісабон.

Rádio e Televisão de Portugal (з (порт.) Радіо і телебачення Португалії) — португальська компанія громадського телерадіомовлення, найбільше ЗМІ Португалії. Мовлення веде в основному португальською мовою. Мережа складається з чотирьох теле- і трьох радіоканалів загальнонаціонального мовлення, а також кількох програм кабельного та супутникового мовлення.

## Телеканали
| Канал             | Опис | Слоган                                       | Формат    | Початок                   | Телетекст |
| ----------------- | --- | -------------------------------------------- | --------- | ------------------------- | --------- |
| RTP1              | Найстарший, флагманський канал RTP загальної тематики: новини, ток-шоу, поточні справи, драма, національні і міжнародні фільми і серіали.a, b; | Continua                                     | 16:9 SDTV | 7 березня 1957 (68 років) | так       |
| RTP2              | Основний канал для культурного та фактичного програмування, а також дитячого програмування.. Був першим free-to-air телеканалом Португалії, який почав трансляції в форматі 16:9.a, b;                                                                                               | Culta e adulta                               | 16:9 SDTV | 25 грудня 1968 (56 років) | так       |
| RTP3              | Цілодобовий канал новин a, b, c; | Informação, informação, informação           | 16:9 SDTV | 15 жовтня 2001 (23 роки)  | так       |
| RTP Memória       | Транслює передачі RTP ранніх років a, b; | Traz pr'á frente                             | 16:9 SDTV | 4 жовтня 2004 (20 років)  | так       |
| RTP Madeira       | Регіональне мовлення для архіпелагу Мадейра; | Liga a Madeira                               | 16:9 SDTV | 6 серпня 1972 (52 роки)   | так       |
| RTP Açores        | Регіональне мовлення для Азорських островів; | Unimos as ilhas                              | 16:9 SDTV | 10 серпня 1975 (49 років) | так       |
| RTP África        | Канал, що мовить в португаломовних країнах Африки (такі як Ангола, Мозамбік, Гвінея-Бісау, Кабо-Верде і Сан-Томе і Принсіпі) разом з місцевими програмами b d; | vários mundos, uma só língua                 | 16:9 SDTV | 7 січня 1998 (27 років)   | так       |
| RTP Internacional | Канал, що мовить для португальців, які живуть і відпочивають за кордоном. Міжнародна телевізійна служба також відома як RTPi. У Макао, Східному Тиморі та Goa, Daman and Diu ретранслюється локально, разом з місцевими програмами c;                                                | Sente Portugal (порт.) Feel Portugal (англ.) | 16:9 SDTV | 10 червня 1992 (32 роки)  | так       |
| RTP1 HD           | High Definition testing channel which aired the 2008 Olympics. It was launched on 30 September 2009, as a test channel on ZON's cable and satellite platforms, on channel 12, debuting with the broadcast of the UEFA Champions League match between FC Porto and Atlético Madrid.b; | Continua                                     | 16:9 HDTV | 8 серпня 2008 (16 років)  | ні        |
| RTP Arena eSports | Онлайн-сервіс that broadcasts e-sports events. | O Espetáculo do Gaming                       | 16:9 HDTV | 29 квітня 2016 (8 років)  | ні        |

### Основні телеканали
- RTP1 — перший канал RTP. Транслює розважальні та інформаційні програми, а також спорт і серіали.
- RTP2 — другий канал RTP. Транслює переважно культурні та документальні передачі.
- RTP Açores — частину ефірного часу ретранслює програми RTP3.
- RTP Madeira — частину ефірного часу ретранслює програми RTP3.

### Колишні канали
- RTP Mobile — адаптований під мобільні пристрої канал, який працював до 2011/2012.
- RTP 4K — використовувався для трансляцій матчів UEFA Euro 2016 в форматі 4K Ultra HD.

a Ефірні загальнонаціональні канали.

b Присутні в Португальських кабельних, супутникових і IPTV платформах.

c Світове мовлення на супутникових та кабельних платформах.

d Мовлення в кількох африканських країнах, як на супутникових та кабельних платформах, так і в традиційному наземному ефірі.

## Радіостанції

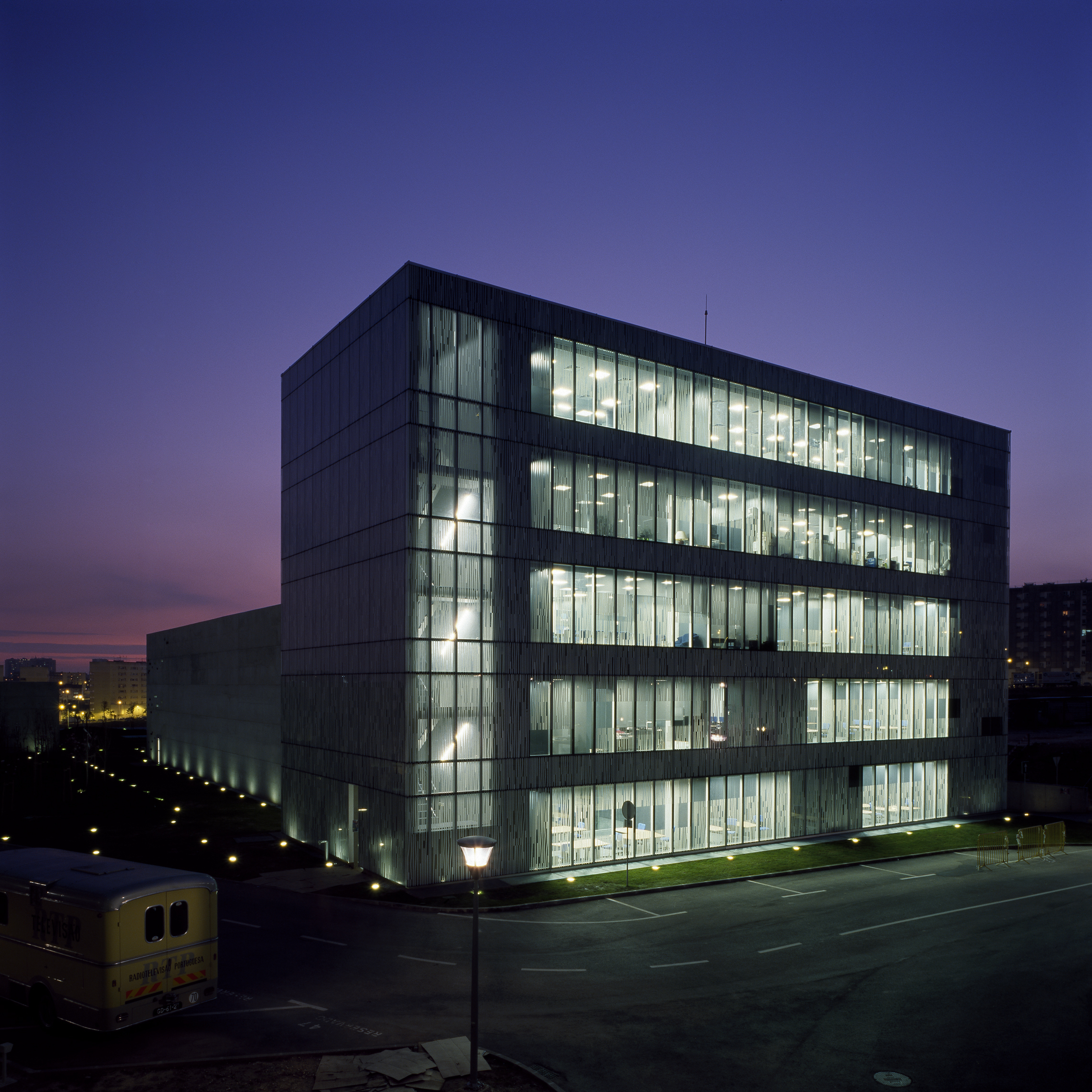
RTP's production center в Лісабоні.

- Antena 1
- Antena 2
- Antena 3
- RDP Internacional[en] — міжнародна радіослужба
- RDP África[en]
- Rádio Lusitania
- Rádio Vivace
- Rádio ZigZag
- Antena 1 Fado
- Antena 1 Memória
- Antena 1 Vida
- Antena 2 Ópera
- Antena 2 Jazzin

Регіональні радіостанції Antena 1:
- RDP Norte
- RDP Centro
- RDP Lisboa
- RDP Sul
- RDP Açores
- RDP Madeira

## Служби новин
Більшість програм новин RTP1 ретранслюються телеканалами RTP Internacional, RTP África, RTP Açores, RTP Madeira та, інколи, RTP 3. Це програми:
- Bom Dia Portugal[pt] (6:30−10 am), наживо зі студії в Лісабоні;
- Jornal da Tarde (1 pm), наживо зі студії в Порту;
- Portugal em Direto (6 pm), наживо зі студії в Лісабоні;
- Telejornal[en] (8 pm), наживо зі студії в Лісабоні.